# Thomas Schaaf
Thomas Schaaf (ur. 30 kwietnia 1961 w Mannheimie) – niemiecki trener piłkarski i piłkarz. Ukończył szkołę wyższą i uzyskał uprawnienia trenera piłkarskiego. W 2021 tymczasowo pełnił funkcję trenera klubu Werder Brema.

## Kariera piłkarska
Jedynym klubem piłkarskim, w którym grał a którego członkiem został 1 lipca 1972 roku był Werder Brema. Do sezonu 1978/1979 grał w drużynach juniorów Werderu.
Następnie w sezonach od 1978/1979 do 1994/1995 rozegrał 262 mecze w Bundeslidze i strzelił w nich 13 goli, a także grał w 19 meczach II ligi niemieckiej, w których strzelił jedną bramkę.
W sezonie 1980/1981 awansował z Werderem do I Bundesligi. Mistrzostwo Niemiec w piłce nożnej zdobywał w latach 1988 i 1993, a w latach 1983, 1985, 1986 i 1995 zajmował z klubem drugie miejsce w tych rozgrywkach. Puchar Niemiec zdobywał w latach 1991 i 1994 a także dwukrotnie: w latach 1989 i 1990 był jego finalistą. W roku 1992 zdobył z Werderem Puchar Zdobywców Pucharów.

## Kariera trenerska
Od roku 1987 do 1995 Schaaf trenował drużyny juniorów Werderu, a następnie drużynę rezerw klubu. Trenerem pierwszego zespołu został 10 maja 1999 roku.
W roku 1999 i w 2009 poprowadził Werder do zdobycia Pucharu Niemiec a w roku 2004 do zdobycia Mistrzostwa i Pucharu Niemiec. Pod jego wodzą drużyna została w roku 2006 finalistą Pucharu i wicemistrzem Niemiec, a także zdobywcą Pucharu Ligi Niemieckiej. W latach 1999, 2004 i 2009 był z drużyną finalistą Pucharu Ligi Niemieckiej.
W roku 2004 został w Niemczech wybrany Człowiekiem Roku Niemieckiej Piłki Nożnej i Trenerem Roku, w związku ze zdobyciem dubletu. W roku 2005 hiszpańska gazeta AS uznała go za jednego z najlepszych trenerów przyszłości.
15 maja 2013 roku opuścił Werder po zajęciu 14. miejsca w lidze, za porozumieniem stron. 26 maja 2015 zrezygnował z funkcji trenera Eintrachtu Frankfurt po zajęciu 9. miejsca w lidze. 28 grudnia 2015 został szkoleniowcem Hannover 96, z którym podpisał półtoraroczny kontrakt.

## Nagrody
- Człowiek roku w niemieckiej piłce nożnej: 2004